# غرانيت فالس (كارولاينا الشمالية)
غرانيت فالس (بالإنجليزية: Granite Falls, North Carolina)‏ هي بلدة أمريكية تقع في الولايات المتحدة في مقاطعة كالدويل، كارولاينا الشمالية. يقدر عدد سكانها بـ 4,722 نسمة ومساحتها 11.2 كم2 ووترتفع عن سطح البحر 363 متر.

## التركيبة السكانية
حدّد مكتب تعداد الولايات المتحدة بيانات التركيبة السكانية لغرانيت فالس في تعداد الولايات المتحدة. في ما يلي، التركيبة السكانية حسب تعدادي 2000 و2010.

### تعداد عام 2000
بلغ عدد سكان غرانيت فالس 4,612 نسمة بحسب تعداد عام 2000، وبلغ عدد الأسر 1,758 أسرة وعدد العائلات 1,212 عائلة مقيمة في البلدة. في حين سجلت الكثافة السكانية 337.6 نسمة لكل كيلومتر مربع (874.4/ميل2). وبلغ عدد الوحدات السكنية 1,849 وحدة بمتوسط كثافة قدره 135.4 لكل كيلومتر مربع (350.7/ميل2).
وتوزع التركيب العرقي للبلدة بنسبة 92.06% من البيض و2.34% من الأمريكيين الأفارقة و0.17% من الأمريكيين الأصليين و0.39% من الأمريكيين ذوي الأصول الآسيوية و0.07% من سكان جزر المحيط الهادئ و3.95% من الأعراق الأخرى و1.02% من عرقين مختلطين أو أكثر و6.07% من الهسبانيون أو اللاتينيون من أي عرق.
بلغ عدد الأسر 1,758 أسرة كانت نسبة 37% منها لديها أطفال تحت سن الثامنة عشر تعيش معهم، وبلغت نسبة الأزواج القاطنين مع بعضهم البعض 52.3% من أصل المجموع الكلي للأسر، ونسبة 12.9% من الأسر كان لديها معيلات من الإناث دون وجود شريك،  بينما كانت نسبة 3.8% من الأسر لديها معيلون من الذكور دون وجود شريكة وكانت نسبة 31.1% من غير العائلات. تألفت نسبة 25.4% من أصل جميع الأسر من عدة أفراد يعيشون في نفس المنزل ونسبة 11.8% كانت تتألف من شخص يعيش بمفرده يبلغ من العمر 65 عاماً أو أكثر. وبلغ متوسط حجم الأسرة المعيشية 2.53، أما متوسط حجم العائلات فبلغ 3.01.
بلغ العمر الوسطي للسكان 35.5 عاماً. وكانت نسبة 24.4% من القاطنين تحت سن الثامنة عشر، وكانت نسبة 8.8% بين الثامنة عشر والرابعة والعشرين عاماً، ونسبة 31.1% كانت واقعةً في الفئة العمرية ما بين الخامسة والعشرين والرابعة والأربعين عاماً، ونسبة 20.5% كانت ما بين الخامسة والأربعين والرابعة والستين، ونسبة 11.5% كانت ضمن فئة الخامسة والستين عاماً فما فوق. يوجد لكل 100 أنثى 92.5 ذكر، ويوجد لكل 100 أنثى في الثامنة عشر من عمرها فما فوق 88.7 ذكر.
بلغ متوسط دخل الأسرة في البلدة 38,596 دولارًا، أما متوسط دخل العائلة فبلغ 47,064 دولارًا. وكان متوسط دخل الذكور 28,309 دولارًا مقابل 21,374 دولارًا للإناث. وسجل دخل الفرد الخاص بالبلدة 17,750 دولارًا. وكانت نسبة 5.7% من العائلات ونسبة 8.2% من السكان تحت خط الفقر، وكان من هؤلاء نسبة 11.4% تحت سن الثامنة عشر ونسبة 9.7% في الخامسة والستين من العمر وما فوق.

### تعداد عام 2010
بلغ عدد سكان غرانيت فالس 4,722 نسمة بحسب تعداد عام 2010، وبلغ عدد الأسر 1,863 أسرة وعدد العائلات 1,302 عائلة مقيمة في البلدة. في حين سجلت الكثافة السكانية 345.7 نسمة لكل كيلومتر مربع (895.4/ميل2). وبلغ عدد الوحدات السكنية 2,077 وحدة بمتوسط كثافة قدره 152 لكل كيلومتر مربع (393.7/ميل2).
وتوزع التركيب العرقي للبلدة بنسبة 93.52% من البيض و1.72% من الأمريكيين الأفارقة و0.17% من الأمريكيين الأصليين و0.68% من الأمريكيين ذوي الأصول الآسيوية و2.41% من الأعراق الأخرى و1.50% من عرقين مختلطين أو أكثر و5.23% من الهسبانيون أو اللاتينيون من أي عرق.
بلغ عدد الأسر 1,863 أسرة كانت نسبة 36.5% منها لديها أطفال تحت سن الثامنة عشر تعيش معهم، وبلغت نسبة الأزواج القاطنين مع بعضهم البعض 48.8% من أصل المجموع الكلي للأسر، ونسبة 15.7% من الأسر كان لديها معيلات من الإناث دون وجود شريك،  بينما كانت نسبة 5.3% من الأسر لديها معيلون من الذكور دون وجود شريكة وكانت نسبة 30.1% من غير العائلات. تألفت نسبة 25.3% من أصل جميع الأسر من عدة أفراد يعيشون في نفس المنزل ونسبة 10.8% كانت تتألف من شخص يعيش بمفرده يبلغ من العمر 65 عاماً أو أكثر. وبلغ متوسط حجم الأسرة المعيشية 2.48، أما متوسط حجم العائلات فبلغ 2.94.
بلغ العمر الوسطي للسكان 38.9 عاماً. وكانت نسبة 24.7% من القاطنين تحت سن الثامنة عشر، وكانت نسبة 8.1% بين الثامنة عشر والرابعة والعشرين عاماً، ونسبة 26.3% كانت واقعةً في الفئة العمرية ما بين الخامسة والعشرين والرابعة والأربعين عاماً، ونسبة 26.8% كانت ما بين الخامسة والأربعين والرابعة والستين، ونسبة 14.1% كانت ضمن فئة الخامسة والستين عاماً فما فوق. وتوزع التركيب الجنسي للسكان بنسبة 47.8% ذكور و52.2% إناث.

## أعلام
- ماكسي وليامز
- إريك تشرتش